# Бермјуда Ран (Северна Каролина)
Бермјуда Ран (енгл. Bermuda Run) град је у америчкој савезној држави Северна Каролина.

## Демографија
По попису из 2010. године број становника је 1.725, што је 294 (20,5%) становника више него 2000. године.
| Група             | 2000.         | 2010.         |
| Белци             | 1.391 (97,2%) | 1.640 (95,1%) |
| Афроамериканци    | 7 (0,5%)      | 29 (1,7%)     |
| Азијати           | 0 (0,0%)      | 22 (1,3%)     |
| Хиспаноамериканци | 26 (1,8%)     | 14 (0,8%)     |
| Укупно            | 1.431         | 1.725         |